# Vellerot-lès-Belvoir
Vellerot-lès-Belvoir település Franciaországban, Doubs megyében. Lakosainak száma 95 fő (2022. január 1.). Vellerot-lès-Belvoir Anteuil, Belvoir, Orve, Rahon és Vyt-lès-Belvoir községekkel határos.

## Népesség
A település népessége az elmúlt években az alábbi módon változott:
| Lakosok száma | 137  | 144  | 120  | 115  | 111  | 102  | 96   | 93   | 94   | 95   |
|               | 1968 | 1982 | 1990 | 2006 | 2013 | 2015 | 2017 | 2019 | 2020 | 2022 |